# Plavání na mistrovství Evropy v plaveckých sportech 1989
Závody v plavání na mistrovství Evropy v plaveckých sportech za rok 1989 proběhly v Bonnu, Západní Německo ve dnech 13. až 20. srpna 1989.

## Výsledky

### Individuální disciplíny
| Muži                 | Zlato                      | Zlato    | Stříbro                      | Stříbro  | Bronz                           | Bronz    |
| -------------------- | -------------------------- | -------- | ---------------------------- | -------- | ------------------------------- | -------- |
| 50 m volný způsob    | Volodymyr Tkačenko (URS)   | 22,64    | Jevhen Kotrjaha (URS)        | 22,67    | Nils Rudolph (GDR)              | 22,76    |
| 100 m volný způsob   | Giorgio Lamberti (ITA)     | 49,24    | Jurij Baškatov (URS)         | 50,13    | Raimundas Mažuolis (URS)        | 50,15    |
| 200 m volný způsob   | Giorgio Lamberti (ITA)     | 1:46,69  | Artur Wojdat (POL)           | 1:47,96  | Anders Holmertz (SWE)           | 1:48,06  |
| 400 m volný způsob   | Artur Wojdat (POL)         | 3:47,78  | Stefan Pfeiffer (FRG)        | 3:48,68  | Mariusz Podkościelny (POL)      | 3:49,29  |
| 1500 m volný způsob  | Jörg Hoffmann (GDR)        | 15:01,52 | Stefan Pfeiffer (FRG)        | 15:01,93 | Mariusz Podkościelny (POL)      | 15:19,29 |
| 100 m znak           | Martín López-Zubero (ESP)  | 56,44    | Sergej Zabolotnov (URS)      | 56,45    | Dirk Richter (GDR)              | 56,52    |
| 200 m znak           | Stefano Battistelli (ITA)  | 1:59,96  | Vladimir Selkov (URS)        | 2:00,02  | Tino Weber (GDR)                | 2:00,54  |
| 100 m motýlek        | Rafał Szukała (POL)        | 54,47    | Bruno Gutzeit (FRA)          | 54,50    | Martin Herrmann (FRG)           | 54,54    |
| 200 m motýlek        | Tamás Darnyi (HUN)         | 1:58,87  | Rafał Szukała (POL)          | 2:00,62  | Matjaž Kozelj (YUG)             | 2:00,73  |
| 100 m prsa           | Adrian Moorhouse (GBR)     | 1:01,71  | Dmitrij Volkov (URS)         | 1:01,94  | Nicholas Gillingham (GBR)       | 1:02,12  |
| 200 m prsa           | Nicholas Gillingham (GBR)  | 2:12,90  | Gary O'Toole (IRL)           | 2:15,73  | József Szabó (HUN)              | 2:16,05  |
| 200 m polohový závod | Tamás Darnyi (HUN)         | 2:01,03  | Raik Hannemann (GDR)         | 2:03,07  | Josef Hladký (FRG)              | 2:03,21  |
| 400 m polohový závod | Tamás Darnyi (HUN)         | 4:15,25  | Patrick Kühl (GDR)           | 4:16,08  | Stefano Battistelli (ITA)       | 4:19,13  |
| Ženy                 | Zlato                      | Zlato    | Stříbro                      | Stříbro  | Bronz                           | Bronz    |
| 50 m volný způsob    | Catherine Plewinská (FRA)  | 25,63    | Daniela Hungerová (GDR)      | 25,64    | Katrin Meißnerová (GDR)         | 25,87    |
| 100 m volný způsob   | Katrin Meißnerová (GDR)    | 55,38    | Manuela Stellmachová (GDR)   | 55,40    | Marianne Muisová (NED)          | 55,61    |
| 200 m volný způsob   | Manuela Stellmachová (GDR) | 1:58,93  | Marianne Muisová (NED)       | 1:59,96  | Mette Jacobsenová (DEN)         | 2:00,35  |
| 400 m volný způsob   | Anke Möhringová (GDR)      | 4:05,84  | Heike Friedrichová (GDR)     | 4:10,14  | Manuela Melchiorriová (ITA)     | 4:10,89  |
| 800 m volný způsob   | Anke Möhringová (GDR)      | 8:23,99  | Astrid Straußová (GDR)       | 8:28,24  | Irene Dalbyová (NOR)            | 8:28,59  |
| 100 m znak           | Kristin Ottová (GDR)       | 1:01,86  | Krisztina Egerszegiová (HUN) | 1:02,44  | Anja Eichhorstová (GDR)         | 1:03,10  |
| 200 m znak           | Dagmar Haseová (GDR)       | 2:12,46  | Krisztina Egerszegiová (HUN) | 2:12,61  | Kristin Ottová (GDR)            | 2:14,29  |
| 100 m motýlek        | Catherine Plewinská (FRA)  | 59,08    | Jacqueline Jacobová (GDR)    | 1:00,42  | Kathleen Nordová (GDR)          | 1:00,81  |
| 200 m motýlek        | Kathleen Nordová (GDR)     | 2:09,33  | Jacqueline Jacobová (GDR)    | 2:10,94  | Mette Jacobsenová (DEN)         | 2:12,63  |
| 100 m prsa           | Susanne Börnikeová (GDR)   | 1:09,55  | Tanja Dangalakovová (BUL)    | 1:09,65  | Manuela Dallaová-Valleová (ITA) | 1:10,39  |
| 200 m prsa           | Susanne Börnikeová (GDR)   | 2:27,77  | Brigitte Becueová (BEL)      | 2:29,94  | Jelena Volkovová (URS)          | 2:29,95  |
| 200 m polohový závod | Daniela Hungerová (GDR)    | 2:13,26  | Marianne Muisová (NED)       | 2:15,85  | Mildred Muisová (NED)           | 2:17,23  |
| 400 m polohový závod | Daniela Hungerová (GDR)    | 4:41,82  | Krisztina Egerszegiová (HUN) | 4:44,75  | Grit Müllerová (GDR)            | 4:46,06  |

### Štafety
| Muži                   | Zlato | Zlato   | Stříbro | Stříbro | Bronz | Bronz   |
| ---------------------- | --- | ------- | --- | ------- | --- | ------- |
| 4×100 m volný způsob   | Západní Německo (FRG) (Peter Sitt, André Schadt, Bengt Zikarsky, Björn Zikarsky, (r)Josef Hladký, (r)Rolf-Dieter Maltzahn)                                                | 3:19,68 | Francie (FRA) (Stéphan Caron, Christophe Kalfayan, Laurent Neuville, Bruno Gutzeit, (r)Ludovic Dépickère, (r)Franck Schott) | 3:19,73 | Švédsko (SWE) (Tommy Werner, Anders Holmertz, Håkan Karlsson, Joakim Holmquist, (r)Magnus Eriksson, (r)Per Johansson, (r)Michael Söderlund, (r)Göran Titus) | 3:19,76 |
| 4×200 m volný způsob   | Itálie (ITA) (Massimo Trevisan, Roberto Gleria, Giorgio Lamberti, Stefano Battistelli)                                                                                    | 7:15,39 | Západní Německo (FRG) (Peter Sitt, Martin Herrmann, Erik Hochstein, Stefan Pfeiffer)                                        | 7:17,38 | Východní Německo (GDR) (Uwe Dassler, André Matzk, Thomas Flemming, Steffen Zesner)                                                                          | 7:17,79 |
| 4×100 m polohový závod | Sovětský svaz (URS) (Sergej Zabolotnov, Dmitrj Volkov, Vadym Jaroščuk, Jurij Baškatov, (r)Igor Poljanskij, (r)Vadim Alexejev, (r)Vladimir Kovalskij, (r)Nikolaj Jevsejev) | 3:41,44 | Francie (FRA) (Franck Schott, Cédric Pénicaud, Bruno Gutzeit, Stéphan Caron, (r)Christophe Kalfayan)                        | 3:43,09 | Itálie (ITA) (Stefano Battistelli, Gianni Minervini, Marco Braida, Giorgio Lamberti, (r)Emanuele Merisi, (r)Roberto Gleria)                                 | 3:43,14 |
| Ženy                   | Zlato | Zlato   | Stříbro | Stříbro | Bronz | Bronz   |
| 4×100 m volný způsob   | Východní Německo (GDR) (Katrin Meißnerová, Manuela Stellmachová, Daniela Hungerová, Heike Friedrichová)                                                                   | 3:42,46 | Nizozemsko (NED) (Diane van der Plaatsová, Marieke Mastenbroeková, Mildred Muisová, Marianne Muisová)                       | 3:43,66 | Západní Německo (FRG) (Katja Zilioxová, Susanne Boßerhoffová, Marion Aizporsová, Birgit Lohbergová, (r)Marion Zollerová)                                    | 3:46,15 |
| 4×200 m volný způsob   | Východní Německo (GDR) (Anke Möhringová, Manuela Stellmachová, Astrid Straußová, Heike Friedrichová)                                                                      | 7:58,54 | Nizozemsko (NED) (Diane van der Plaatsová, Kirsten Silvesterová, Mildred Muisová, Marianne Muisová)                         | 8:08,00 | Itálie (ITA) (Tanya Vanniniová, Orietta Patronová, Silvia Persiová, Manuela Melchiorriová)                                                                  | 8:10,49 |
| 4×100 m polohový závod | Východní Německo (GDR) (Kristin Ottová, Susanne Börnikeová, Jacqueline Jacobová, Katrin Meißnerová, (r)Anja Eichhorstová, (r)Kathleen Nordová)                            | 4:07,40 | Itálie (ITA) (Lorenza Vigaraniová, Manuela Dallaová-Valleová, Manuela Carosiová, Silvia Persiová)                           | 4:10,78 | Nizozemsko (NED) (Ellen Elzermanová, Kira Bultenová, Judith Anemaová, Marianne Muisová, (r)Diane van der Plaatsová)                                         | 4:11,53 |

## Medailová bilance
V plavání se rozdělilo celkem 32 sad medailí.
| Pořadí | Stát                             |       | Muži    | Muži  | Muži  |         | Ženy  | Ženy  | Ženy    |       | Muži + Ženy | Muži + Ženy | Muži + Ženy | Celkem |
| Pořadí | Stát                             | Zlato | Stříbro | Bronz | Zlato | Stříbro | Bronz | Zlato | Stříbro | Bronz |             |             |             | Celkem |
| ------ | -------------------------------- | ----- | ------- | ----- | ----- | ------- | ----- | ----- | ------- | ----- | ----------- | ----------- | ----------- | ------ |
| 1.     | Východní Německo (GDR)           |       | 1       | 2     | 4     |         | 14    | 6     | 5       |       | 15          | 8           | 9           | 32     |
| 2.     | Itálie (ITA)                     |       | 4       | 0     | 2     |         | 0     | 1     | 3       |       | 4           | 1           | 5           | 10     |
| 3.     | Maďarská lidová republika (HUN)  |       | 3       | 0     | 1     |         | 0     | 3     | 0       |       | 3           | 3           | 1           | 7      |
| 4.     | Sovětský svaz (URS)              |       | 2       | 5     | 1     |         | 0     | 0     | 1       |       | 2           | 5           | 2           | 9      |
| 5.     | Francie (FRA)                    |       | 0       | 3     | 0     |         | 2     | 0     | 0       |       | 2           | 3           | 0           | 5      |
| 6.     | Polsko (POL)                     |       | 2       | 2     | 2     |         | 0     | 0     | 0       |       | 2           | 2           | 2           | 6      |
| 7.     | Spojené království (GBR)         |       | 2       | 0     | 1     |         | 0     | 0     | 0       |       | 2           | 0           | 1           | 3      |
| 8.     | Západní Německo (FRG)            |       | 1       | 3     | 2     |         | 0     | 0     | 1       |       | 1           | 3           | 3           | 7      |
| 9.     | Španělsko (ESP)                  |       | 1       | 0     | 0     |         | 0     | 0     | 0       |       | 1           | 0           | 0           | 1      |
| 10.    | Nizozemsko (NED)                 |       | 0       | 0     | 0     |         | 0     | 4     | 3       |       | 0           | 4           | 3           | 7      |
| 11.    | Irsko (IRL)                      |       | 0       | 1     | 0     |         | 0     | 0     | 0       |       | 0           | 1           | 0           | 1      |
| 12.    | Bulharská lidová republika (BUL) |       | 0       | 0     | 0     |         | 0     | 1     | 0       |       | 0           | 1           | 0           | 1      |
| 12.    | Belgie (BEL)                     |       | 0       | 0     | 0     |         | 0     | 1     | 0       |       | 0           | 1           | 0           | 1      |
| 14.    | Švédsko (SWE)                    |       | 0       | 0     | 2     |         | 0     | 0     | 0       |       | 0           | 0           | 2           | 2      |
| 14.    | Dánsko (DEN)                     |       | 0       | 0     | 0     |         | 0     | 0     | 2       |       | 0           | 0           | 2           | 2      |
| 16.    | Jugoslávie (YUG)                 |       | 0       | 0     | 1     |         | 0     | 0     | 0       |       | 0           | 0           | 1           | 1      |
| 16.    | Norsko (NOR)                     |       | 0       | 0     | 0     |         | 0     | 0     | 1       |       | 0           | 0           | 1           | 1      |
| Celkem | Celkem                           |       | 16      | 16    | 16    |         | 16    | 16    | 16      |       | 32          | 32          | 32          | 96     |